# オリヴィエ・マハファリー・ソロナンドラサナ
オリヴィエ・マハファリー・ソロナンドラサナ（Olivier Mahafaly Solonandrasana、1964年6月21日 - ）は、マダガスカルの政治家。2016年から2018年まで同国首相を務めた。ノシ・ベ出身。ジャン・ラヴェルナリヴの後継として首相に指名される前は内務大臣を務めていた。
2018年6月4日に首相辞任が発表され、2018年大統領選挙に出馬したが、得票率はわずか0.47％と立候補者36人中18位に終わった。